# Liebeslänglich Amrum
Liebeslänglich Amrum ist eine Radio-Soap, die vom Norddeutschen Rundfunk zwischen Juli und November 2001 in 20 Folgen ausgestrahlt wurde.

## Inhalt
Der Autohändler Manfred lernt auf dem Weg zu einem Geschäftstermin auf der Insel Föhr unter kuriosen Umständen Gesche auf der Nachbarinsel Amrum kennen. Beide anfangs liiert, müssen erkennen, dass sie von ihren Partnern ge- bzw. enttäuscht wurden, und gehen gemeinsam eine Liebesbeziehung ein. Nachdem es ihnen gelungen ist, einer Bande von Vogeldieben, die in der Amrumer Odde ihr Unwesen treibt, auf die Schliche zu kommen, bricht Manfred seine Zelte auf dem Festland und auf Föhr, wo er inzwischen ein Autohaus führt, ab und zieht zu Gesche nach Amrum. Dort eröffnet er neben ihrem Buchladen ein Café, das den Namen „Liebeslänglich Amrum“ tragen soll.

## Sonstiges
Die einzelnen Folgen waren lediglich zwischen 2 und 5 Minuten lang, so dass die Geschichte eine Gesamtlänge von lediglich circa einer Stunde hatte. Mit einer Ausnahme wurden die Episoden im wöchentlichen Rhythmus jeweils donnerstags gesendet.

## Episodenliste
| Folge | Erstsendung        | Gastsprecher                                       |
| 1     | 14. Juli 2001      | Jochen Schenck, Jürgen Lederer, Marlies Schumacher |
| 2     | 21. Juli 2001      | Jochen Schenck, Konrad Hansen                      |
| 3     | 28. Juli 2001      | Jochen Schenck, Konrad Hansen, Marlies Schumacher  |
| 4     | 4. August 2001     | Erkki Hopf, Ole Lagerpusch                         |
| 5     | 11. August 2001    | Marlies Schumacher, Peter Heinrich Brix            |
| 6     | 18. August 2001    | Heinke Andresen, Peter Heinrich Brix               |
| 7     | 25. August 2001    |                                                    |
| 8     | 1. September 2001  | Erkki Hopf                                         |
| 9     | 8. September 2011  | Marlies Schumacher                                 |
| 10    | 22. September 2001 | Marlies Schumacher                                 |
| 11    | 29. September 2001 | Jochen Schenck, Pat O’Connell                      |
| 12    | 6. Oktober 2001    | Frank Grupe, Arne Christophersen, Rolf Petersen    |
| 13    | 13. Oktober 2001   | Peter Heinrich Brix                                |
| 14    | 20. Oktober 2001   | Pat O’Connell                                      |
| 15    | 27. Oktober 2001   | Pat O’Connell                                      |
| 16    | 3. November 2001   | Christian Seeler                                   |
| 17    | 10. November 2001  | Jochen Schenck                                     |
| 18    | 17. November 2001  | Jochen Schenck, Christian Seeler                   |
| 19    |                    |                                                    |
| 20    | 24. November 2001  | Renate Delfs, Axel Stosberg                        |